# Mercè Vilaret i Llop
Mercè Vilaret i Llop (Barcelona, 13 de maig de 1943 - Sant Cugat del Vallès, 21 d'octubre de 1993) va ser una de les primeres realitzadores de televisió a Catalunya. Fou pionera de la professió, juntament amb Clara Ronay, a Catalunya, i amb Pilar Miró i Josefina Molina a nivell estatal. La seva petja com a realitzadora es basa en una escriptura molt personal i una sensibilitat extrema en cadascuna de les seves obres, a més d'haver sigut una defensora aferrissada del model públic de televisió, establert per la BBC i que Vilaret coneixia molt bé per la seva vinculació amb Londres.

## Biografia
Després d'acabar els estudis de periodisme, Vilaret tenia clar que volia treballar fent televisió. La mateixa realitzadora explica al programa d'entrevistes conduït per Terenci Moix, Terenci a la fresca (1985), que per entrar a TVE va escriure personalment al ministre d'Informació i Turisme d'aleshores, Manuel Fraga, demanant-li ajuda per aconseguir-ho, i aquest la hi va prestar
Un cop fou a la Casa, va treballar per a TVE a Catalunya durant tota la seva carrera professional, des de l'any 1964 fins al 1993.[3] Els primers anys va fer d'ajudant de realització i a partir de 1971 ja va assumir la tasca de realitzadora. Mercè Vilaret va treballar als estudis de Miramar situats a Montjuïc, d'es d'on la cadena emetia tant la programació catalana, a TVE-Catalunya, com per a Espanya. L'any 1983 es van traslladar a Sant Cugat del Vallès, des d'on emeten en l'actualitat.
L'any 1985 va començar a donar classes de l'assignatura de televisió a la Facultat de Ciències de Comunicació de la Universitat Autònoma de Barcelona, feina que va seguir realitzant fins que va morir. Tot i que sempre va prioritzar la seva tasca com a realitzadora, li agradava ser professora: «Ensenyar m'ha anat molt bé perquè suposa una reflexió continuada sobre la meva feina, sobre la pràctica. De totes maneres, imparteixo moltes classes pràctiques perquè penso que la televisió s'aprèn fent-ne, no hi ha una altra solució».
La mort la va sorprendre als estudis de Sant Cugat a l'edat de 50 anys, a conseqüència d'una embòlia. En record, el carrer que condueix als estudis de televisió TVE-Catalunya porta el seu nom. És enterrada al Cementiri del Poblenou (Dep. I, illa 3a, nínxol 394).

## Filmografia
Vilaret va ser molt prolífica, va dirigir més de dues-centes produccions de gèneres molt diversos, des de documentals, dramàtics, programes infantils, musicals, reportatges fins a retransmissions en directe, com la visita l'any 1982 de Joan Pau II a Montserrat. El gruix de la seva obra foren els documentals i els dramàtics, un gènere televisiu de ficció molt popular a principi dels anys setanta, que donava l'oportunitat als que realitzaven de jugar amb el llenguatge i buscar noves maneres de narrar. Vilaret aprofità exhaustivament la gran acceptació per part del públic que tenia aquest gènere per experimentar, aprendre i transmetre.

### Documentals
Entre els programes que va realitzar destaquen documentals com: Mujeres para una época (1984), la sèrie documental de tretze episodis Fueron primera página (1986), La Mina, un barri entre fronteres (1989), Les altres condemnes (1990), La vellesa, entre records i oblit (1991) o Barberà, Barberà (1992).
La Mina, un barri entre fronteres (1989) i Les altres condemnes (1990) són «dues produccions que són al mateix temps dos retrats de Barcelona, dos territoris que habiten dins de la ciutat, el barri marginal i la presó. Mercè Vilaret escolta i ens fa escoltar als antiherois, la gent que lluita cada dia per tenir una vida millor malgrat les dures circumstàncies que els envolten. D'aquestes dues produccions destaca, per sobre de tot, la seva visió absolutament contemporània encara que estan gravats fa més de 15 anys.»

### Dramàtics
Els seus dramàtics, rodats als estudis Miramar de Barcelona, juntament amb els de Lluís M. Güell i Sergi Schaaff, van fer història, i va excel·lir en aquest camp amb títols com Revolta de Bruixes (1976), Fedra (1980) o Danny i Roberta (1993), la darrera obra que va dirigir.

### Infantils
En el camp de la realització de produccions de ficció adreçades als infants va ser la primera realitzadora de Terra d'escudella (1977), el mític programa protagonitzat primer pel grup Comediants i després pel grup Els Joglars.

### Monogràfics
Va fer monogràfics de personatges del món de la cultura com Montserrat Roig, Mercè Rodoreda, Salvador Espriu, Joan Miró, Raimon o Lluís Llach, entre d'altres.

## Premis i mencions
L'any 1978 va rebre el Premi Ciutat de Barcelona (en l'apartat Televisió) que atorga anualment l'Ajuntament de Barcelona, en reconeixement del mèrit en la investigació, producció i creació de qualitat realitzada a Barcelona.
L'any 2007, la 15a edició de la Mostra Internacional de Films de Dones de Barcelona li va dedicar una retrospectiva, en homenatge a la seva aportació. Van projectar-se Les altres condemnes (1990), La Mina, un barri entre fronteres (1989), Especial Mercè Rodoreda (1984) i Especial Raimon (1977).